# Дж. Дж. Джилінджер
Дж. Дж. Джилінджер (латис. Dž. Dž. Džilindžers, справжнє ім'я — Раймонд Рупейкс (латис. Raimonds Rupeiks); нар. 8 березня 1966) — латвійський театральний режисер. Головний режисер Театру "Дайлес".

## Життєпис
Раймонд Рупейкс народився 8 березня 1966 у Байконурі (Казахстан) у родині службовців. Батько – інженер-проектувальник, мати – економіст.
Закінчив 3-ю Екабпілську середню школу (1983), навчався в Ризькому політехнічному інституті (1984—1987) та на театральному відділенні Латвійської академії культури (1993—1997).
Працював у ризькій Школі основ акторської майстерності Л. Стіебри, стажувався у латвійського режисера та театрального педагога Ольгерта Кродерса. Один із засновників авангардного театрального об'єднання «Nepanesamā teātra arteļa» (1996). З 1997 — режисер і згодом з 2011 — головний режисер Театру "Дайлес".

## Творчість
Дипломною роботою Дж. Дж Джилінджера стала вистава «Емма Боварі», поставлена за мотивами роману Гюстава Флобера та розповіді Вуді Аллена «Образ Сіднея Кугельмаса» у незалежному театрі «Скатуве » (1995). Зі спектаклем «Чорний монах» за розповіддю А. Чехова він взяв участь у Міжнародному фестивалі нового театру Homo Novus у Даугавпілсі (1995) та на огляді молодих талантів «Art Gend - 96» у Данії (1996). Постановка п'єси драматурга Миколи Якимчука "Гемінґвей", Селінджер, Беккет. Три товариші» була показана в рамках театрального фестивалю «Васильєвський острів» у Санкт-Петербурзі (2004). Також Дж. Дж Джилінджер неодноразово був здобувачем щорічних латвійських театральних нагород.
Для його творчості характерний елемент провокації. Часто перевага надається тим п'єсам, де історичні особистості або літературні герої шокують суспільство своєю екстраординарною, парадоксальною поведінкою чи сприйняттям світу. Для кращого досягнення поставленої мети, ним використовуються музика, стилізовані рухи акторів, помітні театральні костюми, експресивні мізансцени, різке світло, мікрофони для посилення голосу та створення ефекту відчуження.

## Театральні постановки

### Театр "Дайлес"
- 1997 — "Венера в хутрі" за повістю Леопольда фон Захер-Мазоха (спільно з Карлісом Аушкапом)
- 1997 — «Прогулянка верхи Боденським озером» Петера Гандке
- 1997 — «Три сестри. Не Чехов» Дж. Дж. Джилінджера
- 1998 — "Весела вдова" Дж. Дж. Джилінджера з оперети Франца Легара
- 1998 — "Гра з вогнем" Августа Стріндберга
- 1998 — "Швейк" за романом Ярослава Гашека
- 1999 — "Фернандо Крапп написав мені листа" Танкреда Дорста
- 1999 — «Фауст. Deus Ex Machina» мюзикл Андріса Вілцанса за трагедією Гете
- 2000 — "Дон Жуан Ікс" варіації Дж. Дж. Джилінджера на тему Дон Жуана
- 2000 — «Нові пригоди Швейка» за романом Ярослава Гашека
- 2000 — «Клара сюди більше не прилетить?» Юрія Скопа (спільно з Карлісом Аушкапом)
- 2001 — "Райський сад" Дж. Дж. Джилінджера за однойменним романом Ернеста Гемінґвея
- 2001 — "Завтра приїжджає Флоринда" Даце Рукшане
- 2002 — "Кончерто гросо No.2" Дж. Дж. Джилінджера
- 2003 — "Монологи вагіни" Ів Енслер
- 2003 — "Що побачив дворецький" Джо Ортона
- 2003 — "Гіркі сльози Петри фон Кант" на основі сценарію Райнера Вернера Фасбіндера
- 2003 — "Дюймовочка" Яніса Лусенса, Нормуда Бельскіса і Даце Міцане-Заліте
- 2003 — «Гемінґвей, Селінджер, Беккет. Три товариші» Миколи Якимчука
- 2003 — "Аборт" за романом Річарда Бротіґана
- 2004 — "Пенелопа і Дік" Сомерсета Моема (номінація "Найкраща постановка драматичного спектаклю")
- 2004 — "П'яний корабель" Миколи Якимчука
- 2004 — "Прожект Людвіка" Маргарити Первенецької
- 2005 — «Меланхолійний вальс» Еміля Дарзіня, Раймонда Паулса та Яніса Юрканса
- 2006 — "Розпусник" Еріка-Емманюеля Шмітта
- 2006 — «Калігула» Альбера Камю (номінація та нагорода в категоріях «Найкраща постановка драматичної вистави» та «Режисер року»)
- 2007 — «Розуму не докладу, що робити з Гаррі» Генрі Міллера
- 2007 — «Дракула. Чужа кров» рок-опера Андріса Вілцанса та Ілмара Шлапінса
- 2007 — "Лоліта" за романом Володимира Набокова — (номінація в категоріях "Краща постановка драматичного спектаклю" та "Режисер року")
- 2007 — "Інтим" Дені Робера (номінація "Режисер року")
- 2008 — "Псих" Генрі Саттона
- 2008 — «Юлій. Історія одного маніяка» Івана Вирипаєва
- 2008 — "Некрофіл" за повістю Габріель Вітткоп
- 2008 — «Кулі над Бродвеєм» Петра Розенфельда
- 2009 — «Два бідні румуни, що говорять польською» Дороти Масловської
- 2009 — «Якщо дізнається дружина» Рея Куні
- 2009 — «Кнопка та Антон» Еріха Кестнера
- 2010 — «Божевільне кохання» Нори Ікстен
- 2010 — «Марія Стюарт» Фрідріха Шіллера
- 2010 — «Іствікські відьми» Джона Апдайка
- 2010 — "Терорист" Марка Равенхілла
- 2011 — "Примадонни" Кена Людвіга
- 2011 — «З чоловіком нелегко» Рея Куні та Джона Чепмена
- 2012 — "Контракт" Франсіса Вебера
- 2012 — «Ромео та Джульєтта» Вільяма Шекспіра
- 2013 — "Онєгін" мюзикл Карліса Лаціса, Яніса Елсберга та Евіти Мамаї

### Новий Ризький театр
- 1997 — "Музикант і повія" за романом "Шоша" Ісаака Зінгера
- 2001 — "Запрошення на страту" за романом Володимира Набокова
- 2008 — «Садівник Камаль» Миколи Якимчука

### Латвійський Національний театр
- 2008 — "Поцілунок Юди" Девіда Гейра (номінація "Режисер року")
- 2009 — "Сміх у темряві" за романом Володимира Набокова

### Лієпайський театр
- 2012 — «Розморожений» Вадима Корша
- 2012 — «Злочин і кара» Леоніда Андрєєва
- 2011 — «Вій, вітерець!» Карліса Лациса, Яніса Елсберга та Евіти Мамаї
- 2011 — "Відьма" Карла Шенхера
- 2010 — "Ханана" Германа Грекова
- 2008 — «Щоденник кілера» Денні Кінга
- 2006 — "Дама без камелій" Теренса Мервіна Реттігана
- 2009 — «Качине полювання» Олександра Вампілова

### Московський драматичний театр ім.О.Пушкіна
- 2009 — «Лист щастя» за п'єсою Танкреда Дорста «Фернандо Крапп написав мені листа»

### Ризький театр імені Михайла Чехова
- 2009 — "Майзінгер" Германа Грекова